# ۷۱۵ (پیش از میلاد)
۷۱۵ (پیش از میلاد) ۷۱۵مین سال قبل از تقویم میلادی است.